# 布里格斯代爾 (科羅拉多州)
布里格斯代爾（英語：Briggsdale）是位於美國科羅拉多州韋爾德縣的一個非建制地區。該地的面積和人口皆未知。

## 地理
布里格斯代爾的座標為40°38′05″N 104°19′37″W / 40.63472°N 104.32694°W，而該地的平均海拔高度為1483米（即4865英尺）。